# Laski Szlacheckie (gromada)
Laski Szlacheckie (do 28 II 1956 Malinowo Stare) – dawna gromada, czyli najmniejsza jednostka podziału terytorialnego Polskiej Rzeczypospolitej Ludowej w latach 1954–1972.
Gromady, z gromadzkimi radami narodowymi (GRN) jako organami władzy najniższego stopnia na wsi, funkcjonowały od reformy reorganizującej administrację wiejską przeprowadzonej jesienią 1954 do momentu ich zniesienia z dniem 1 stycznia 1973, tym samym wypierając organizację gminną w latach 1954–1972.
Gromadę Laski Szlacheckie z siedzibą GRN w Laskach Szlacheckich utworzono 29 lutego 1956 w powiecie ostrołęckim w woj. warszawskim w związku z przeniesieniem siedziby gromady Malinowo Stare z Malinowa Starego do Lasków Szlacheckich i zmianą nazwy jednostki na gromada Laski Szlacheckie.
31 grudnia 1961 gromadę zniesiono, włączając jej obszar do gromady Czerwin w tymże powiecie.